# Bright Young Things (filme)
Bright Young Things (bra: Loucos e Decadentes; prt: Sexo, Escândalos e Celebridades) é um drama britânico de 2003 escrito e dirigido por Stephen Fry. O roteiro, baseado no romance de Evelyn Waugh, Vile Bodies (1930), aborda satiricamente o grupo de jovens ricos e despreocupados da Grã-Bretanha da década de 1920 conhecido como Loucos e Decadentes, bem como a sociedade do período entreguerras em geral.
O filme estreou no Festival de Cinema de Cannes em maio de 2003 e foi exibido no Festival Internacional de Cinema de Toronto antes de sua exibição na Royal European Charity Premiere em Londres em 28 de setembro de 2003. Foi lançado nos cinemas no Reino Unido em 3 de outubro de 2003 e exibido no mesmo dia no Festival Dinard de Cinema Britânico na França.